# Muhammad ibn Abd al-Rahman al-Xaikh al-Aslami
Muhammad ibn ʿAbd al-Raḥmān al-Xaikh al-Aslamī, abreujadament Muhammad al-Xaikh, nascut a Elx a finals del s. IX, fou un governador d’al-Àndalus actiu a la primera meitat del segle X. Va ser arraix a Medina Laqant (Alacant, a partir de 917) així com de Kalyusha (Callosa de Segura) i altres fortaleses de la cora de Tudmir a partir de l'any 924. Pertanyia a la tribu àrab dels Aslam, documentada a la Hispània musulmana des del segle VIII. Es considera el primer alacantí històric com a individu rellevant, amb qui comença la influent dinastia local dels Banu Xaikh.

## Context històric
A principis del segle X, el Baix Segura i les Valls del Vinalopó formaven part de la cora de Tudmir, un territori integrat a l’Emirat de Còrdova i, a partir del 929, al califat de Còrdova sota Abd-ar-Rahman III. La zona mantenia un sistema de fortificacions (hisn) vinculades tant a nuclis urbans com a castells de muntanya, que servien de centres de poder local. Segons els historiadors, al-Xaikh al-Aslamī actuava com a governador local quan, l’any 924, ʿAbd al-Raḥmān III emprengué una expedició cap a Pamplona. El califa li exigí la participació en la campanya, però ell s’hi negà, fet que provocà la confiscació dels seus títols i fortaleses. Malgrat això, la resistència de membres de la seua família continuà en diverses places del sud-est ibèric.
L’any 928, un net seu, aliat amb altres membres del clan conegut com els Banū al-Xaikh, es rebel·là novament contra el califat. En aquest moment, controlaven diverses fortaleses a l’entorn de Callosa i Alacant, i tenien influència sobre altres punts estratègics de la cora, com la via que connectava la mamlaka Balansiya i la mamlaka Mursiyya amb Xàtiva i Múrcia. Segons Guichard, aquesta resistència s’inscriu en un fenomen més ampli de dissidència de famílies àrabs establertes a al-Andalus, comparable als Banū Ḥaŷŷāŷ o Banū Khaldūn.
El grup familiar, identificat com a Banū al-Xaikh o Banū al-Aslamī, mantenia un poder notable en la cora de Tudmir gràcies al control de castells i alcàssers. Aquest domini territorial els permetia actuar de forma semiautònoma respecte al califat, en un context de tensions socials i polítiques que afectava tot el sud-est d’al-Andalus.

## Nota lingüística
En algunes fonts modernes, el nom de Muhammad ibn ʿAbd al-Raḥmān apareix transcrit erròniament com al-Xeikh al-Islāmī (“mestre de l’Islam”). Tanmateix, l’examen paleogràfic dels textos àrabs indica que la forma original és al-Xaikh al-Aslamī, un nisba tribal que el vincula als Aslam. La confusió es pot explicar per la similitud gràfica entre Aslamī (ٱلأسلمي) i Islāmī (ٱلإسلامي) en manuscrits medievals, especialment si els punts diacrítics són poc clars o s’han perdut.